# خانه اربابی دائی‌چی
خانه اربابی دائی‌چی مربوط به دوره پهلوی اول است و در شهرستان کرمانشاه، بخش مرکزی، دهستان بالا دربند، روستای دائی‌چی واقع شده و این اثر در تاریخ ۱۸ آذر ۱۳۸۷ با شمارهٔ ثبت ۲۳۸۹۷ به‌عنوان یکی از آثار ملی ایران به ثبت رسیده است.